# Grütze

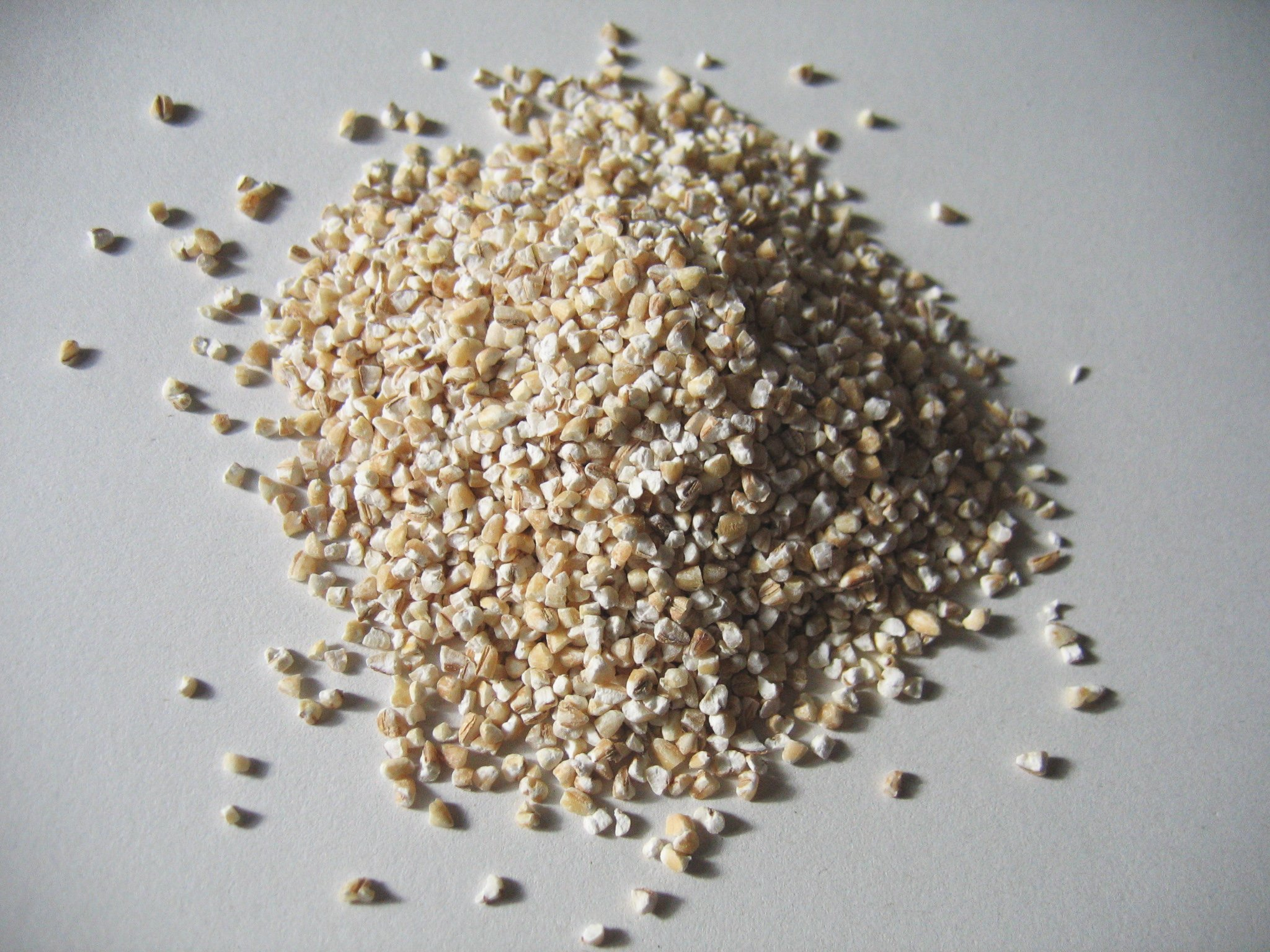
Gerstengrütze

Grütze (von althochdeutsch gruzzi für „Grobgemahlenes“) ist ein Nährmittel aus grob zerkleinerten Getreidekörnern wie Hafer, Gerste, Hirse, Mais, Roggen oder Weizen. Es gibt auch Buchweizen-Grütze. Die Abgrenzung zu Getreideschrot ist unscharf. Grütze wird vorwiegend zur Breiherstellung oder als Suppeneinlage verwendet; Backschrot dagegen dient als Mahlprodukt der Herstellung von Backwaren.

## Herstellung
Das Getreide wird gereinigt, nach Korngröße sortiert und geschält (nötigenfalls vorher entspelzt – siehe auch Schälmühle). Danach werden die Körner im „Trommelgrützeschneider“ (also nicht auf einem Walzenstuhl) zerteilt. Je nach Einstellung entsteht feine, mittlere oder grobe Grütze. Danach können die Grützekörner noch mittels Bürstmaschine von eventuell anhaftenden Schalenteilen befreit werden.
Die Größe der Grützeteilchen liegt zwischen denen von Grieß und Graupen. Hafergrütze wird in den Körnungen fein, mittel und grob (Größe etwa: ein, zwei und drei Millimeter) hergestellt. In der Haferflockenherstellung werden Grützekörner mittlerer Körnung durch Walzen zu „Kleinblattflocken“ und solche mit feiner Körnung zu „Schnellkochflocken“ weiterverarbeitet.

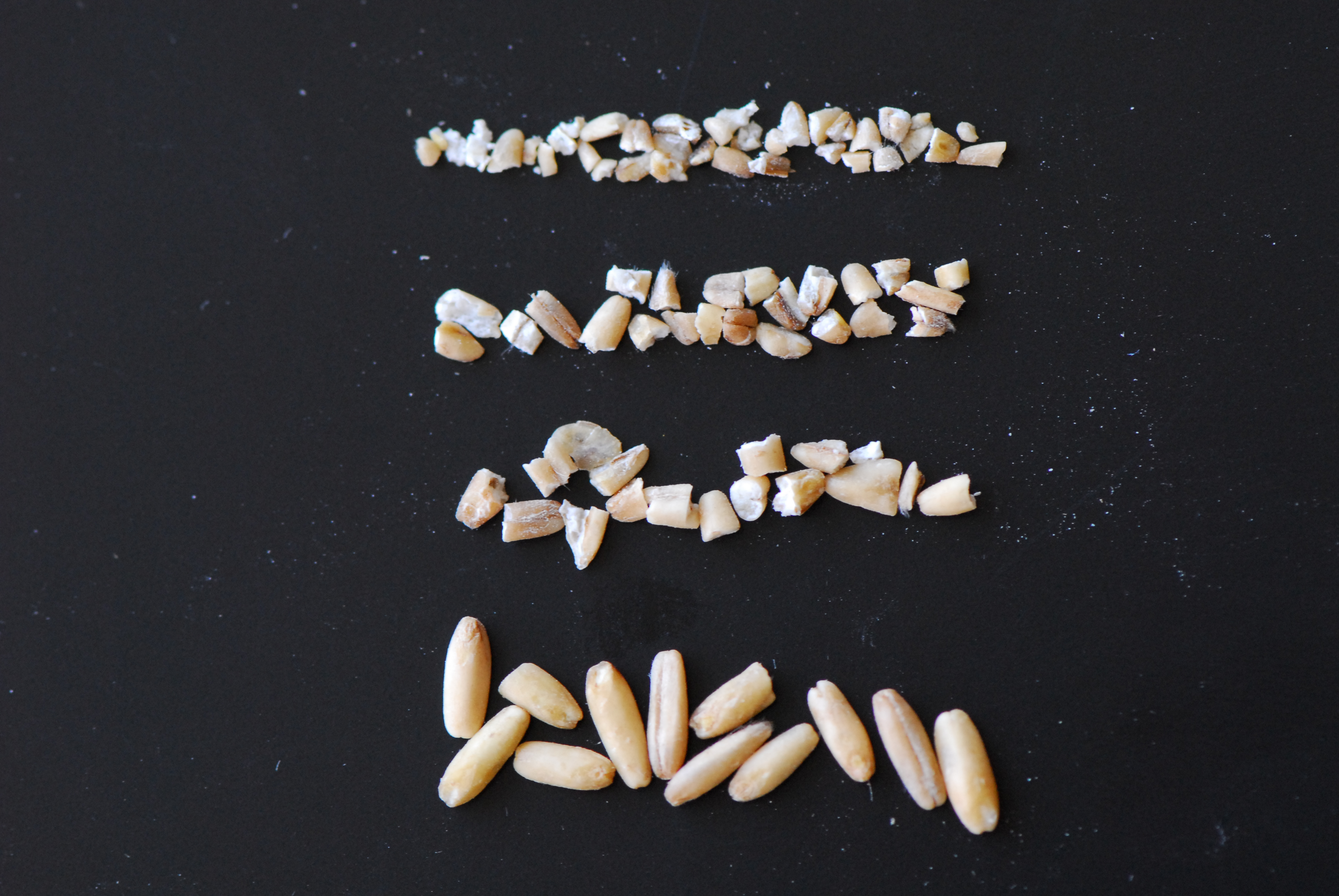
Feine, mittlere und grobe Hafergrütze, unten geschälte Haferkörner

## Sorten
- Buchweizengrütze
- Hafergrütze
- Hirsegrütze
- Gerstengrütze (siehe Abbildung)
- Maisgrütze, siehe auch Grits
- Weizengrütze, z. B. Bulgur

## Verwendung

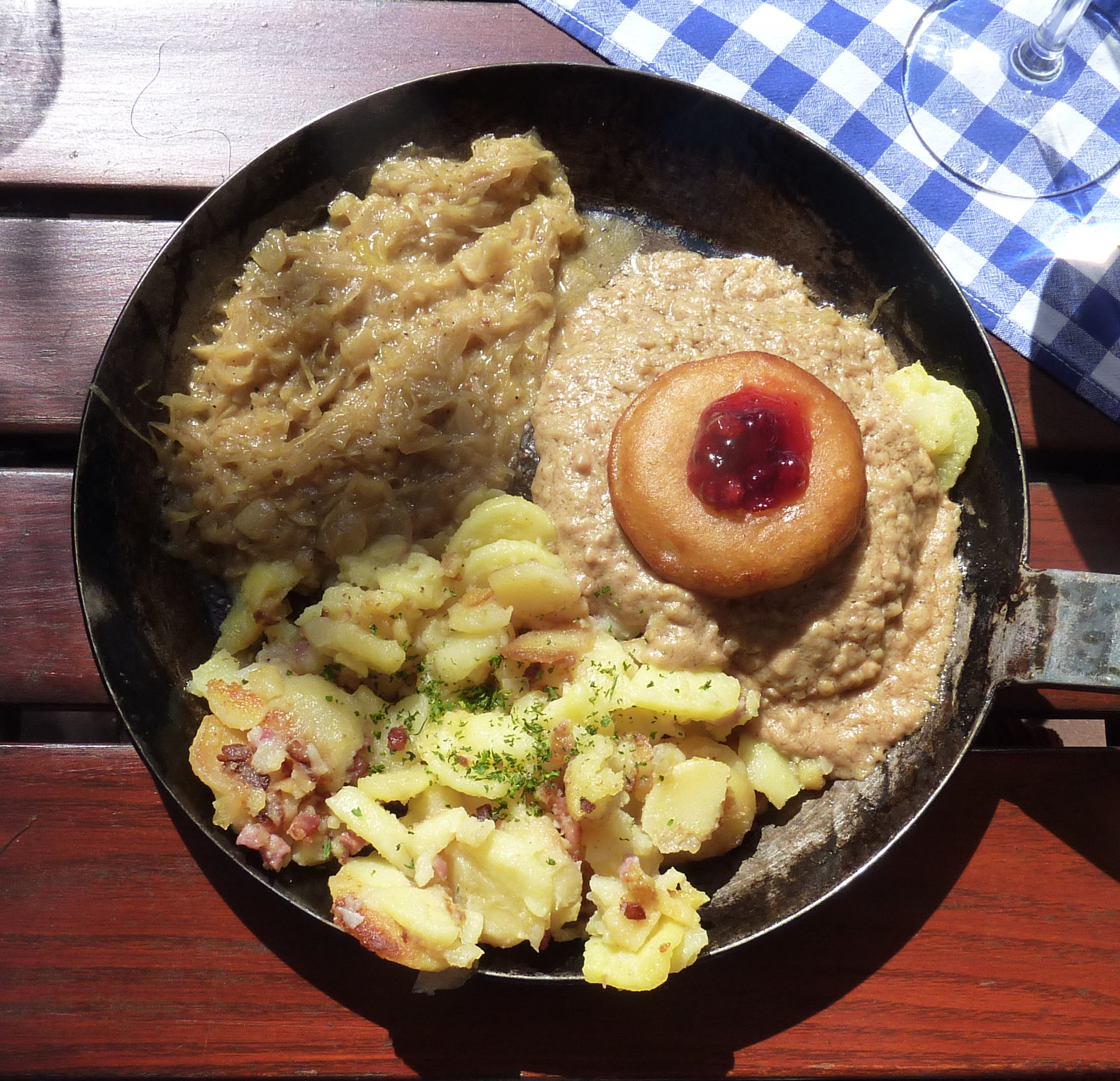
Wurstebrot mit Grütze, Bratkartoffeln und Senfkraut

Grütze wird hauptsächlich für Suppen, Brei und einige Wurstsorten wie Grützwurst verwendet. Um Bulgur herzustellen, werden Körner von Hartweizen einem Parboiling-Verfahren unterzogen und danach mit einem Grützeschneider grob geschnitten. In gequollener Form werden daraus in der orientalischen Küche Salate, z. B. Tabouleh mit Minze, Petersilie und Tomaten hergestellt.
Fruchtige Süßspeisen wie die rote Grütze wurden ursprünglich ebenfalls mit Grütze hergestellt, erfuhren jedoch im Lauf der Zeit eine Verfeinerung, so dass sich ihr Fruchtanteil in modernen Rezepturen erhöht hat und die Bindung statt mit Grütze mit Speisestärke oder Sago erfolgt – geblieben ist lediglich der Name „Grütze“. Die in Ostdeutschland verbreitete rote Grütze, die aus Fruchtsaft und Grieß zubereitet wird, entspricht insofern eher der historischen Zubereitung.